# 電気時計

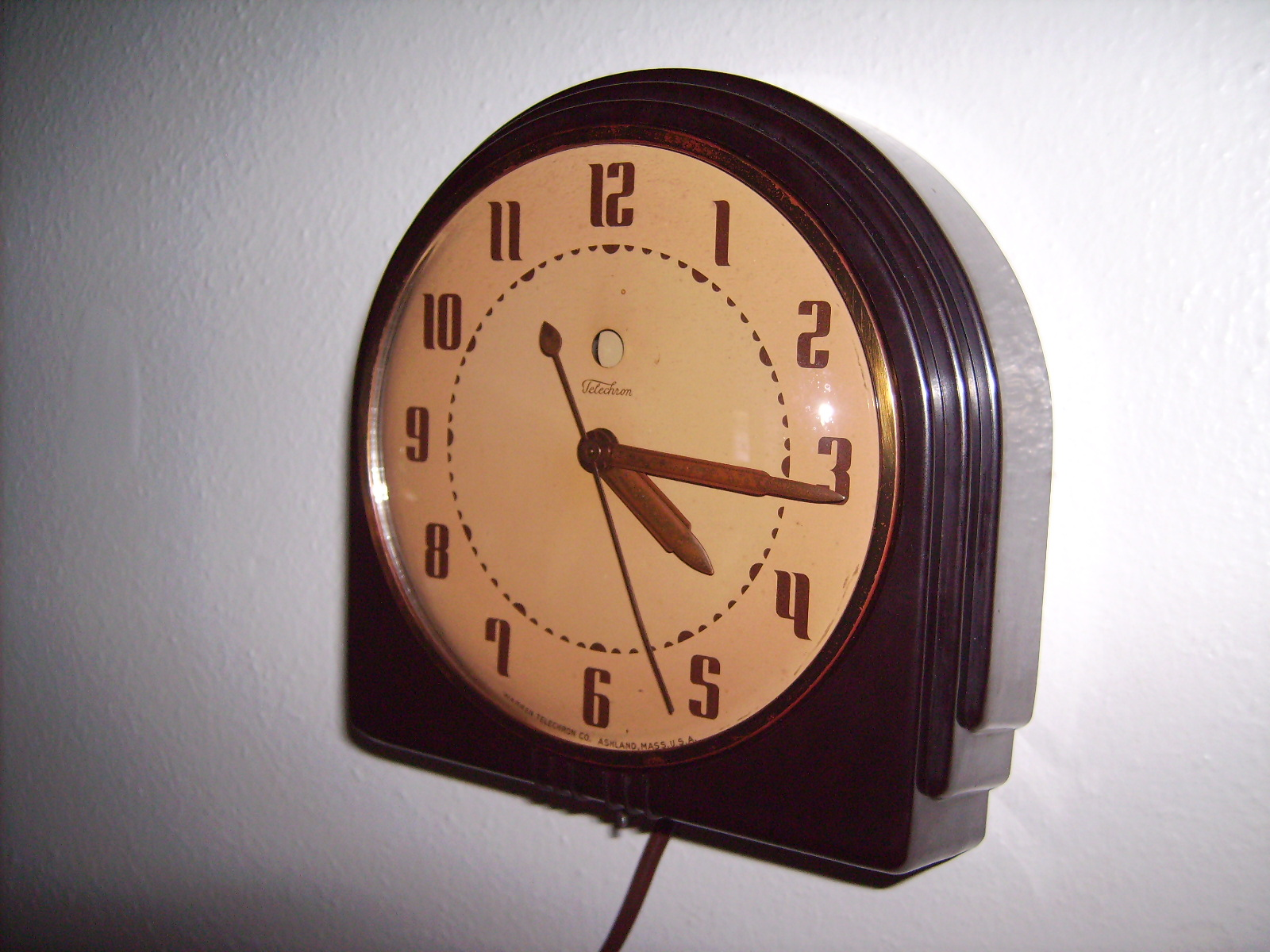
1940年頃に製造されたテレクロン・シンクロナス電気時計。1940年までに、同期式電気時計は米国で最も一般的なタイプの時計になった。

電気時計（でんきどけい、Electric clock）とは1980年代にクォーツ時計が登場する以前に使われていた概念で、機械式時計がゼンマイで動くのに対して電気で動く時計のことである。最初の電気時計は1840年代に実験的に作られ1890年代に商用電源が利用できるようになると一般化した。1930年代には機械式時計に代わって同期式電気時計が最も広く使われるようになった。

## 種類
電気時計にはいくつかの種類がある。

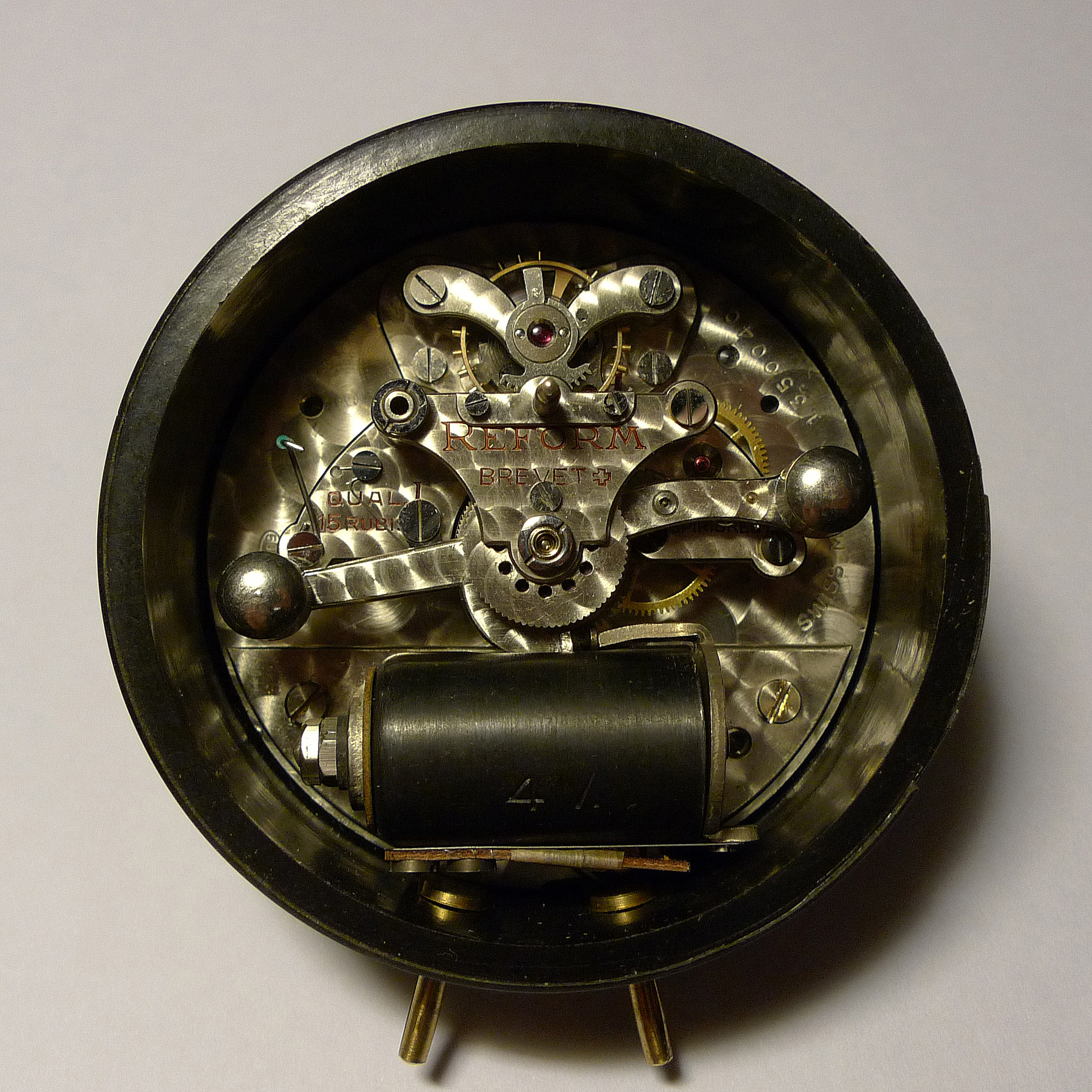
スイス製電気機械式自動巻きムーブメント

- 古くからの機械式脱進機を使いゼンマイを動力源とする機構を持つ時計だが、電気モーターや電磁石で自動的にゼンマイを巻く自動巻き時計の一種。この機構はアンティーク時計に多く見られる。
- 電気式ルモントワール時計は、ルモントワールと呼ばれる小さなゼンマイや重りのついたレバーで歯車列を回すもので、電気モーターや電磁石によって定期的に巻かれた。この機構はゼンマイよりも正確で、ゼンマイを頻繁に巻くことで、ゼンマイの力の変化による時計の速度のばらつきを平均化することで制度を出していた。この機構は、1970年代まで精密振り子時計や自動車用時計に使用されていた。
- 電気時計は振り子やテンプで時を刻むが、そのパルスは機械的なムーブメントや脱進機のリンクではなく、ソレノイドによって電磁気的に供給される。これは最初の電気時計に使われた機構で、アンティークの電気振り子時計にも見られる。また、現代の装飾的なマントルクロックやデスククロックにもいくつか見られる。
- 同期クロックは同期モーターで時計の針を動かす方式で、交流電源の50Hzまたは60Hzの商用周波数をタイミング源としている。基本的には電源のサイクルをカウントしている。実際の周波数は送電網の負荷によって変化するが、24時間あたりのサイクル総数は厳密に一定に保たれているため、停電を除けば長期間にわたって正確に時を刻むことができた。これは1930年代から最も一般的なタイプの時計であったが、現在はほとんどがクォーツ時計に取って代わられ生産されていない。
- 音叉時計は、特定の周波数で校正された音叉の振動をカウントすることで時を刻む。これは電池式でしか作られなかった。電池式時計は、同期式ムーブメントを除いて、上記の方式で作られてきた。すべての電池式時計は、コストの安いクォーツ式に取って代わられた。
- クォーツ時計は現代の電気時計の主流である。詳細はクォーツ時計の項目を参照。

## 歴史

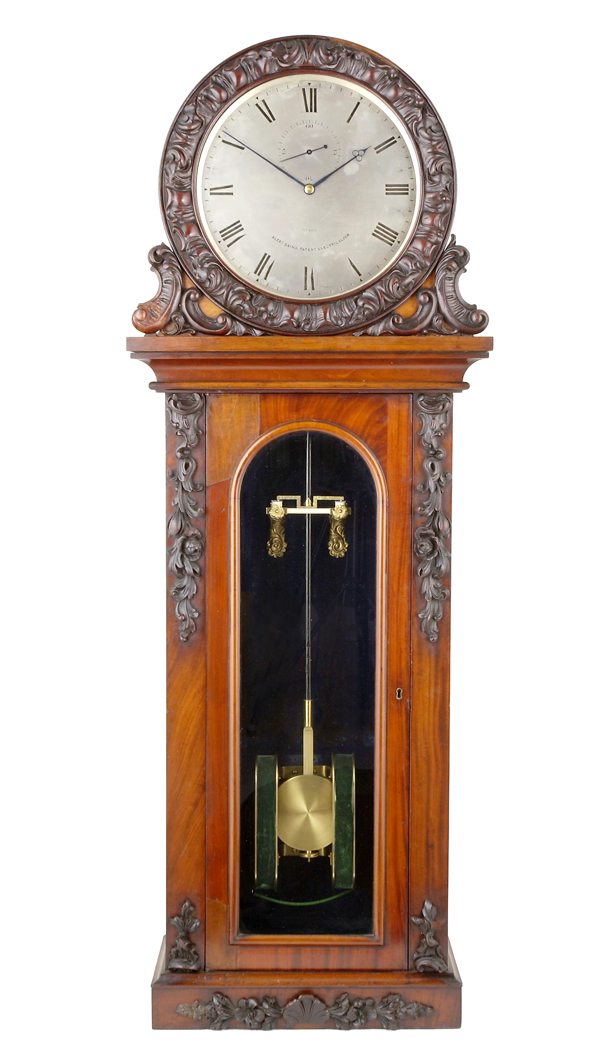
1840年代のアレクサンダー・ベインの初期の電気時計

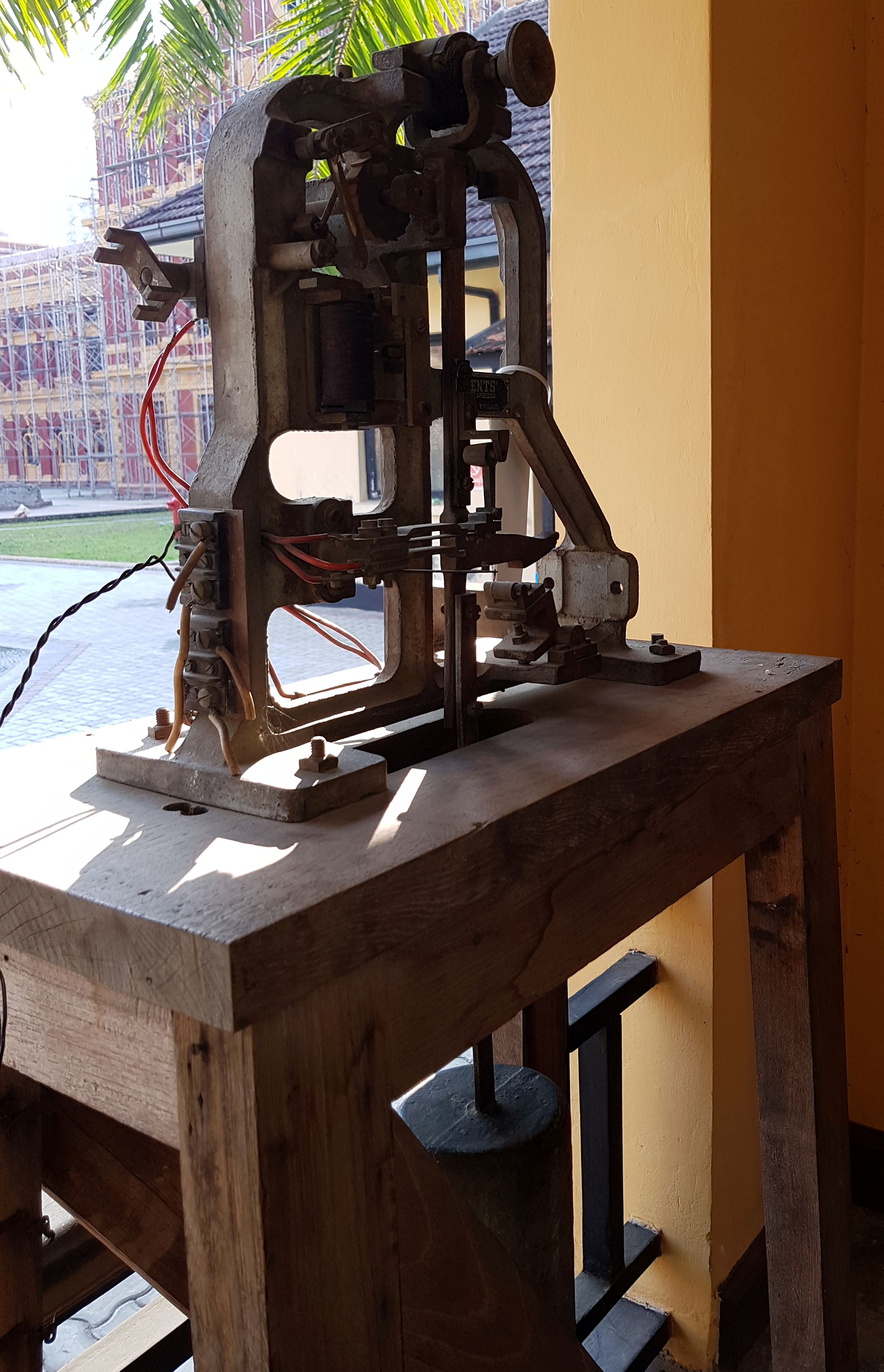
Gents' of Leicester Pulsynetic, C40A, Waiting Train, Turret Clock (1940s/50?). ヤンゴンの大臣庁舎（事務局）で撮影。

1814年、ロンドンのフランシス・ロナルズ卿が最初の電気時計を発明した。 この電気時計は乾電池で作動し、非常に長寿命であったが、天候によって電気特性が変化する欠点があった。 彼は電気を調整する様々な方法を試し、これらのモデルは様々な気象条件において信頼できることが証明された。
1815年、ヴェローナのジュゼッペ・ザンボーニが乾電池と振動オーブで動く静電時計を発明し、発表した。ザンボーニのチームは何年もかけて改良を重ね、後に「最もエレガントで、同時に最もシンプルなムーブメントを持つ電気式柱時計」と評された。ザンボーニの時計は、ピボットで支えられた垂直の針を持ち、エネルギー効率が非常に高く、1つの電池で50年以上作動することができた。 
1840年、スコットランドの時計・楽器職人アレクサンダー・ベインが、電気を動力源とする時計を発明し、特許を取得した最初の人物である。彼の電気時計の特許の原型は1840年10月10日の日付である。1841年1月11日、アレクサンダー・ベインはクロノメーター製作者のジョン・バーワイズとともに、ゼンマイや重りの代わりに電磁振り子と電流を使用して時計を動かすという、もうひとつの重要な特許を取得した。その後の特許は、彼の独創的なアイデアをさらに発展させたものであった。
1840年頃、ヨーロッパでもアメリカでも、ホイートストン、スタインハイル、ヒップ、ブレゲ、ガルニエなど、多くの人々が電気機械式や電磁式の設計による電気時計の発明に取り組んでいた。
マテウス・ヒップは、ドイツ生まれの時計職人で、量産可能な電気時計のシリーズを確立したことで知られている。ヒップはロイトリンゲンに工房を開き、そこで電気時計を開発し、1843年にベルリンの展覧会でヒップ・トグルを発表した。ヒップ・トグルは振り子やテンプに取り付けられた装置で、振り子やテンプの振れ幅が一定以下になると電気機械的に振り子やテンプを駆動させるもので、非常に効率的であったため、その後100年以上にわたって電気時計に使用された。ヒップはまた、小型モーターを発明し、時間計測のためのクロノスコープとレジスター・クロノグラフを製作した。
日本では1885年（明治18年）に屋井先蔵が開発して特許を取得した。
最初の電気時計は振り子が目立っていたが、それは振り子が馴染みのある形とデザインだったからである。小型の振り子時計や渦巻きテンプの時計も振り子時計と同じ原理で作られている。
1918年、ヘンリー・エリス・ウォーレンはマサチューセッツ州アシュランドで、商用電源周波数から時刻を刻む初の同期式電気時計を発明した。 1931年、シンクロックは英国で販売された最初の商用電源周波数同期式電気時計でもある。

## 電気機械式時計

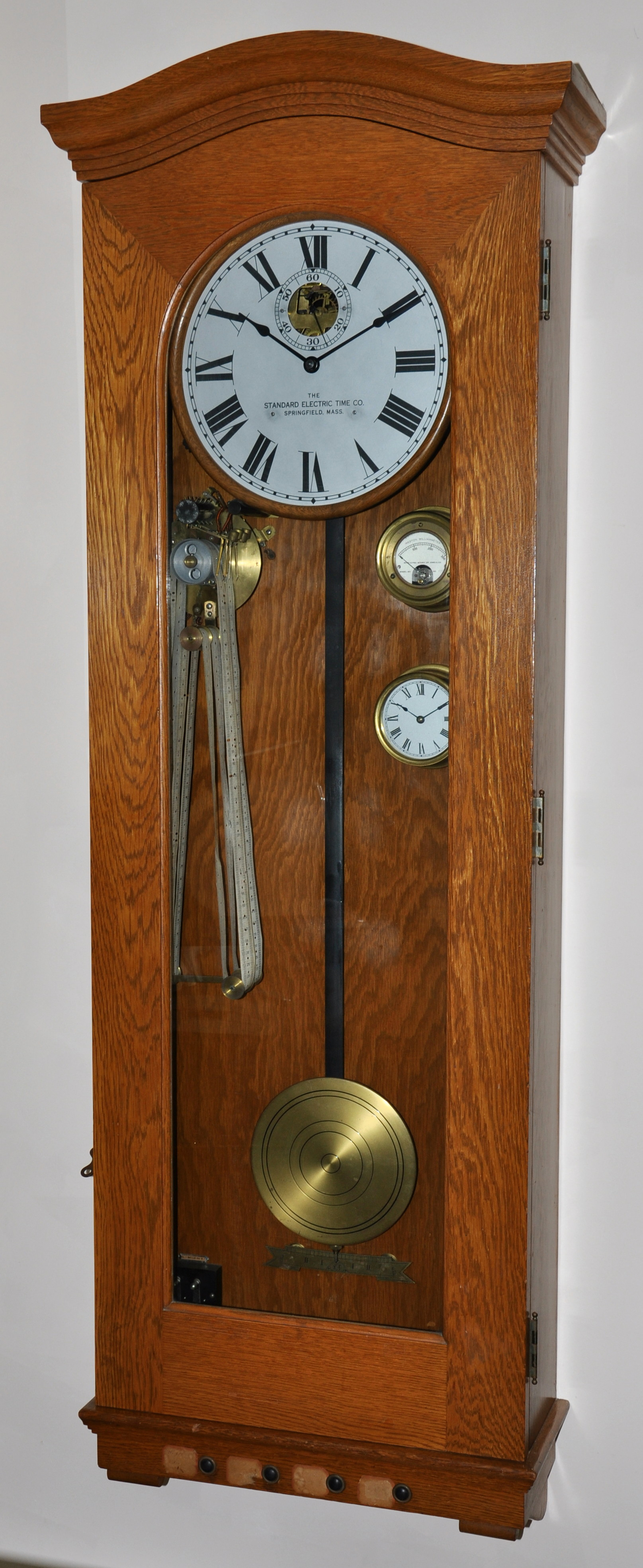
1928年、電気機械式ムーブメントが毎分巻き上げられ、毎分スレーブクロックに信号を送る。DC24ボルトで作動

従来の時計機構を動かすために何らかの形で電気を使用する時計が電気機械式時計(Electromechanical clock)である。交流または直流の電気を使ってゼンマイを巻き上げたり、機械式時計の重りを持ち上げたりする。電気機械式時計では電気は時計の機能自体には作用せず、ゼンマイなどの動力源を維持するために使われている。
19世紀末になり乾電池が利用できるようになると時計に電気を使うことが実用的になった。電気を使うことで、時計やモーターのデザインに多くのバリエーションが生まれた。電気機械式時計は個々の時計としても作られたが、最も一般的なのは、時刻を同期させる設備の一体部品として使われたことである。電信のシステムを応用して遠隔地にあるスレーブクロックにマスタークロックから電線を通じで接続するようになった。目的はそれぞれの時計が正確に同じ時刻を表示する時計システムを作ることだった。マスターとスレーブは電気機械式時計である。マスタークロックは従来の自動巻き時計機構を持ち、電気的に巻き戻される。スレーブの時計機構は、ラチェットホイールとタイムトレインだけで構成されているため、従来の時計機構ではない。スレーブ・クロックは、マスター・クロックからの電気的インパルスに依存して、時計の針を機械的に1単位時間動かす。時刻同期システムは、1つのマスタークロックと任意の数のスレーブクロックで構成される。スレーブクロックはマスタークロックに電線で接続されている。このようなシステムは、教育機関、企業、工場、交通網、銀行、オフィス、政府施設など、複数のクロックを使用する場所で見られる。このタイプのシステムの顕著な例は、電気機械式重力リモントワールの一例であるショート・シンクロノーム・クロックである。これらの自動巻き時計システムは通常、直流低電圧であった。これらは1950年代まで設置され、その頃には同期モーターを使った時計システムが選ばれるようになっていた。

## 電磁式時計

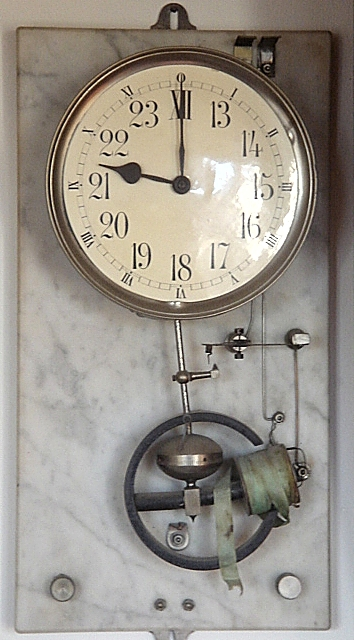
初期のフランス製電磁式時計

電磁式時計の構成は比較的シンプルで信頼性が高い、電流は振り子から電気機械発振器に供給される。
電気機械式発振器の部品には、2つのインダクターを通過する磁石が取り付けられている。磁石が1つ目のインダクターまたはセンサーを通過すると、単純なアンプが2つ目のインダクターに電流を流し、2つ目のインダクターが電磁石として働き、振り子にエネルギーパルスを供給する。この発振器が時計の精度を担っている。発振器がなかったり動かなかったりすれば、電子部品は電気パルスを発生しない。機械式発振器の共振周波数は、1秒間に数回でなければならない。
1957年にハミルトンが世界初の電磁式腕時計HAMILTON 500を発売した。これは半導体を使わない完全な機械式で小型のボタン電池で1年間動き続けた。クオーツ時計の登場まで生産された。

## 同期電気時計

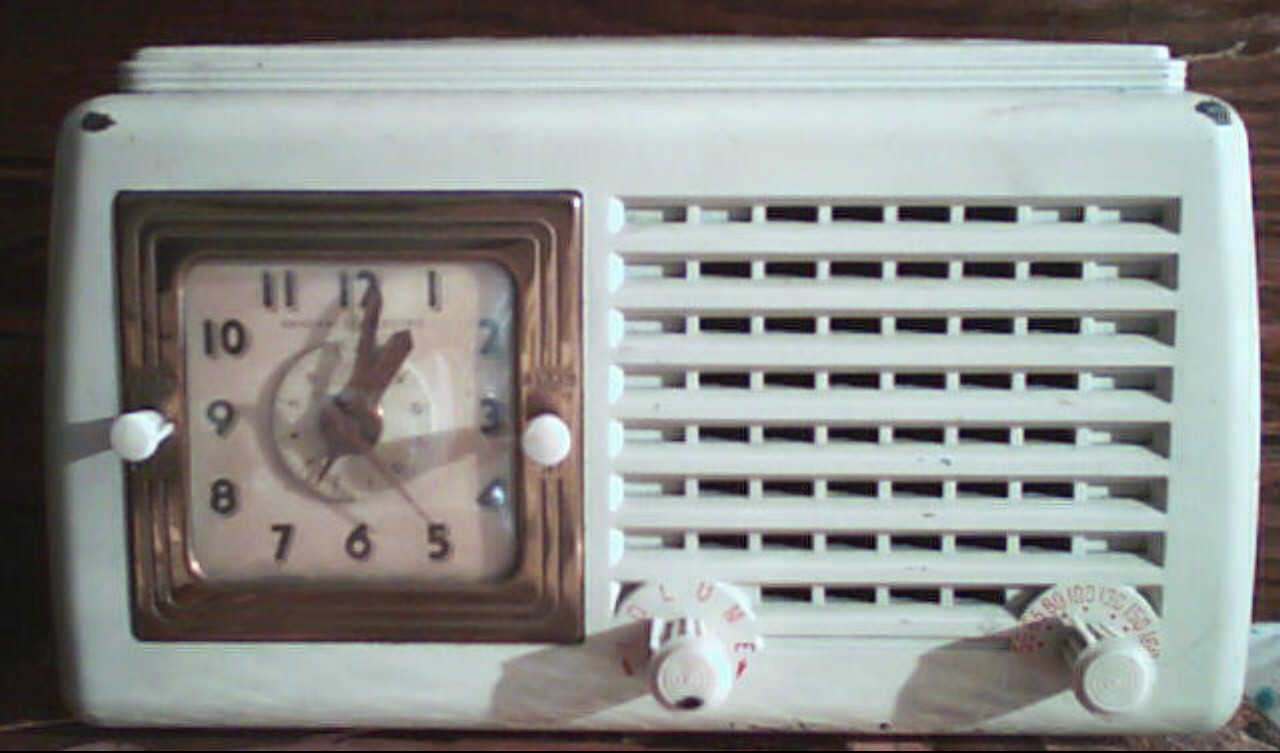
1950年代に製造された同期式クロック式のラジオ付き電気時計

同期式電気時計は振り子やテンプのような時を刻む発振器を搭載しておらず、代わりにコンセントから供給される交流電流の周波数をカウントして動く小型の交流同期モーターで構成され、減速歯車列を介して時計の針を回す  。モーターには電磁石が内蔵されており、回転磁界を発生させて鉄製ローターを回転させる。モーターシャフトの回転速度は電力会社の周波数に同期しており、北米と南米の一部では毎秒60サイクル（Hz）その他のほとんどの国では毎秒50サイクルである。この方式は時計と言うより針が交流電流のサイクル数を表示する機械式カウンターとみなすことができる。
同期電気時計の精度は電力会社がどれだけ電流の周波数を公称値である50ヘルツまたは60ヘルツに近づけているかにかかっている。電力会社の負荷変動によって周波数が変動し、1日のうちに数秒の誤差が生じることがあるが、電力会社はUTCの原子時計の時刻を使って定期的に電流の周波数を調整し、1日のサイクル数の合計が公称値どおりの平均周波数になるようにしているため、同期クロックに誤差が蓄積されることはない。  米国の電力会社は、累積誤差が3～10秒に達すると周波数を補正する。この補正は時間誤差補正（TEC）として知られている。

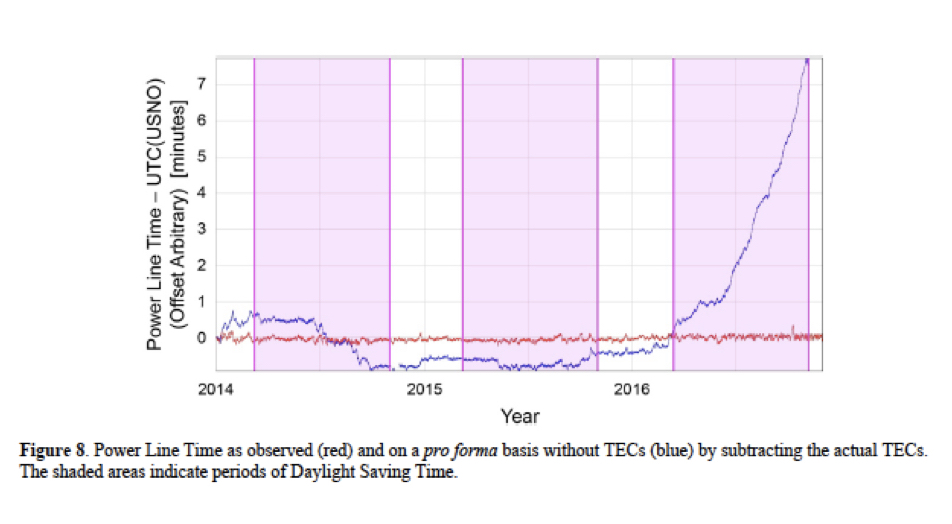
2016年3月のサマータイム移行後に電気時計がリセットされず、TECが利用されていなければ、北米の大部分で7分以上の誤差が生じていただろう。

2011年、コンセンサスに基づく業界団体である北米電気信頼性委員会（NERC） は、連邦エネルギー規制委員会（FERC）にTECの廃止を請願した 。これによって電力会社は罰金の脅威から解放され、周波数安定度は極めて緩やかに向上したが、同期時計（壁掛け時計や目覚まし時計など、電力に基づいて時刻を計算する時計）は、半年に一度のサマータイムのリセットの間に数分の誤差を蓄積することになると指摘された。この結果はアメリカのニュースメディアで報道され 、この構想は立ち消えとなった。しかし2016年末、NERCからFERCに同様の提案が再び提出され、2ヵ月後に承認された。これはWEQ-006という規格の撤廃を条件とするもので、NERCはビジネス志向の非政府組織である北米エネルギー規格委員会（NAESB）にも同規格の撤廃を請願した。FERCがNAESBの請願を採択した場合、米国とカナダではTECは利用されなくなり、TECで動作する時計は手動でリセットされるまで制御されずに彷徨うことになるが、2021年時点ではWEQ-006はまだ有効である。 
国立標準技術研究所と米国海軍天文台の職員による技術論文では、2016年にTECが挿入されていなければ図に示されているように、米国とカナダの大部分において、電気時計によって7分以上のロスが生じていたと指摘されている。

### スピン・スタート・クロック
1930年代に製造された初期の同期電気時計は自動始動式ではなく、背面のスターター・ノブを回して始動させる必要があった 。これらのスピンスタート式時計の設計上の欠陥は、モーターがどちらの方向にも回転できることで、スターターノブを間違った方向に回すと、時計は逆回転して針が反時計回りに回転する。後の手動スタート式クロックには、ラチェットやその他の連結部があり、逆回転を防いでいた。隈取磁極モーターの発明により、自動始動式時計が作られるようになったが、停電後に時計が再始動するため、停電時に時計が停止するのではなく、誤った時刻を知らせることになった。